# Nauja Lynge
Nauja Lynge (født 21. januar 1965) er en grønlandsk forfatter, foredragsholder, blogger på Jyllands-Posten og debattør. 
Hun er uddannet erhvervssproglig bachelor fra Handelshøjskolen i Aarhus. Som samfundsdebattør har hendes hovedinteresser været forholdet mellem Grønland og Danmark, grønlandsk nationalisme og det grønlandske mindretals situation i Danmark. Lynge modtager af Niels Ebbesen Medaljen i 2019 og modstander af grønlandsk uafhængighed; hun var i august 2014 medstifter af Foreningen Rigsfællesskabet, hvis formål er at bevare og styrke rigsfællesskabet, og var foreningens formand.

## Erhvervskarriere
Siden 1995 har Lynge arbejdet i kommunikationsbranchen med speciale i branding og storytelling. Modtager af Niels Ebbesen Medaljen 2019. 

## Forfatterskab
I 2012 udgav Lynge den interaktive debatbog "Rigsfællesskabet til Debat". Hun debuterede som skønlitterær forfatter med romanen “Ivalu´s Color” i 2017 på det amerikanske forlag IPI Press; samme år udkom hendes novelle "Welcome to my dream" i "The Arctic Journal" og selvbiografien "Jeg er Nauja - en grønlandsdanskers bekendelser". 
- 2022: Opgangen og Toppen af Isbjerget på Byens Forlag.

- 2025 udkommer Grønlandseksperimentet på forlaget Alhambra.

## Familie
Hun er datter af tidligere borgmester i Narsaq Torben Emil Lynge, barnebarn af Hans Lynge og oldebarn af Henrik Lund.

## Forfatterskab
- Rigsfællesskabet til Debat. Systime 2012.
- Ivalu's Color. IPI Press 2017.
- Welcome to my dream, publiceret i The Arctic Journal 2017.
- Jeg er Nauja - en grønlandsdanskers bekendelser. FILO 2017.
- Opgangen. Byens Forlag 2021.
- Toppen af Isbjerget Byens Forlag 2022
- Grønlandseksperimentet. Alhambra 2025

## Udvalgte kronikker og læserbreve
- Jyllands-Posten: Grønland skal styrke rigsfællesskabet fra d. 2. oktober 2014
- Berlingske: Vinderen af valget bliver fællesskabet fra d. 23. oktober 2014
- Berlingske: Valgkampen vil styrke rigsfællesskabet fra d. 12. marts 2015
- Information:: Der er ingen prestige i at være grønlænder fra d. 13. april 2015
- Politiken: Helle Thorning må hjælpe os med at få Grønland på ret kurs fra d. 17. april 2015
- Kristeligt Dagblad: Rigsfællesskabets værdic- og konstruktionsfejl fra d. 12. maj 2015
- KNR: Foreningen Rigsfællesskabet: Fællesskab og forskellighed er vores drive, 10. juni 2015
- Information: Det er opslidende at være grønlænder i Danmark fra d. 22. oktober 2015
- Jyllands-Posten: Rigsfællesskabet er svækket af EU fra d. 29. juni 2016